# Belle en het Beest (musical)
Belle en het Beest (Engels: Beauty and the Beast) is een musical die gebaseerd is op de gelijknamige tekenfilm van Walt Disney Pictures. Het script werd geschreven door Linda Woolverton, de teksten door Howard Ashman en Tim Rice en de muziek door Alan Menken. Op 18 april 1994 ging op Broadway Beauty and the Beast in première.
Het verhaal van de musical is vrijwel volledig gebaseerd op de tekenfilm uit 1991, met een aantal kleine aanpassingen. Zo zijn de rollen van de kleerkast en de plumeau groter geworden en hebben ze ook namen gekregen (La Commodia en Babette in de Nederlandse en Vlaamse versie).

## Het verhaal
Het verhaal is deels gebaseerd op het originele verhaal over Belle en het Beest. Op een winterdag klopt een oud vrouwtje aan bij het kasteel van een jonge, verwende en arrogante prins voor wat beschutting tegen de bittere kou. Ze geeft hem één enkele roos als betaalmiddel. De prins weigert haar verzoek en dan smelt de lelijkheid plotseling van het vrouwtje af en verandert ze in een beeldschone tovenares. Ze heeft gezien dat de prins niet kan liefhebben en spreekt een gruwelijke betovering uit over het kasteel. De prins verandert in een beest en ook alle personeelsleden veranderen in een voorwerp gerelateerd aan hun karakter. De roos die de prins had gekregen was een betoverde roos en als hij, voordat het laatste blad ervan zou vallen, niet kon leren liefhebben en dus ook de liefde van die andere persoon terug winnen, dan waren hij en zijn personeel voor altijd gedoemd te blijven waarin ze veranderd waren.

## OrigineleBroadway/West Endcast
| Rol                                      | 1994 Broadway    | 1997 West End         |
| ---------------------------------------- | ---------------- | --------------------- |
| Belle                                    | Susan Egan       | Julie-Alanah Brighten |
| Beest                                    | Terrence Mann    | Alasdair Harvey       |
| Lumiére                                  | Garvy Beach      | Derek Griggiths       |
| Gaston                                   | Burke Moses      | Burke Moses           |
| Mrs. Potts (Mevrouw Pot)                 | Beth Fowler      | Mary Millar           |
| Maurice                                  | Tom Bosley       | Norman Rossington     |
| Cogsworth (Tickens)                      | Heath Lambert    | Barry James           |
| Lefou                                    | Kenny Raskin     | Richard Gauntlett     |
| Babette                                  | Stacey Logan     | Rebecca Thornhill     |
| Madame de la Grande Bouche (La Commodia) | Barbara Marineau | Di Botcher            |
| Monsieur D'Arque (D'oncre)               | Gordon Stanley   | David Pendlebury      |

## Nederland
Op 16 september 2005 gingen de try-outs van start en op 2 oktober vond de première plaats in het Koninklijk Theater Carré als reizende musical, later vestigde de productie zich in het Fortis Circustheater. De Nederlandse musical werd geregisseerd door een nieuwe regisseur Glenn Casale. De liedteksten werden vertaald door Martine Bijl en er werden nieuwe kostuums en decorstukken ontworpen door de crew van Stage Entertainment. De laatste voorstelling vond plaats op 13 januari 2007. 
Op 13 december 2015 kreeg de musical een revival in Nederland in het AFAS Circustheater met een nieuwe cast en een nieuwe huisstijl voor het logo en de poster.

## Bezetting
| Rol                        | Cast 2005/2006 | Cast 2006/2007 (verlenging) | Cast 2015/2016 |
| -------------------------- | --- | --- | --- |
| Belle                      | Chantal Janzen | Chantal Janzen | Anouk Maas |
| alternate Belle            | Céline Purcell | - | |
| understudy Belle           | Brigitte Heitzer, Jennifer van Brenk | Brigitte Heitzer, Jennifer van Brenk | Loïs van de Ven, Nandi van Beurden |
| Beest                      | Stanley Burleson | Stanley Burleson | Edwin Jonker |
| alternate Beest            | René van Kooten, Bastiaan Ragas | René van Kooten | |
| understudy Beest           | Richard Spijkers | Richard Spijkers | Jeroen Robben, Steven Roox |
| Lumière                    | Carlo Boszhard | Carlo Boszhard | Tony Neef |
| alternate Lumière          | Derek Blok | Derek Blok | |
| understudy Lumière         | Dieter Verhaegen | Dieter Verhaegen | Martijn van Voskuijlen, Steven Roox |
| Tickens (Pendule)          | Ger Otte | Ger Otte | Armand Pol |
| understudy Tickens         | Dick Schaar, Dieter Verhaegen | Zjon Smaal, Dieter Verhaegen | Marcel Visscher, Marc-Peter van der Maas, Dieter Spileers                                                                                                |
| Gaston                     | René van Kooten | René van Kooten | Freek Bartels, Marcel Visscher |
| alternate Gaston           | - | Geert Peeters | |
| understudy Gaston          | Marcel Visscher, Marc-Peter van der Maas | Richard Spijkers, Marc-Peter van der Maas | Marcel Visscher, Jeroen Robben |
| Lefou                      | Jorge Verkroost | Jorge Verkroost | Jorge Verkroost |
| understudy Lefou           | Frank Beurskens, Vincent de Lusenet | Frank Beurskens, Michele Tesoro | Frank Beurskens, Bart Aerts |
| Mevrouw Pot (Mevrouw Tuit) | Mariska van Kolck | Casey Francisco | Loeki Knol |
| understudy Mevrouw Pot     | Linda Hibma, Sabina Petra | Linda Hibma, Sabina Petra | Esther van Boxtel, Dorien Rozendaal |
| Maurice (vader van Belle)  | Ben Cramer, Dick Schaar | Dick Rienstra | Hugo Haenen |
| understudy Maurice         | Dick Schaar, Richard Spijkers | Zjon Smaal, Richard Spijkers | Armand Pol, Marc-Peter van der Maas, Derek Blok |
| Babette (Plumeau)          | Nicole Berendsen | Nicole Berendsen | Loïs van de Ven |
| understudy Babette         | Brigitte Heitzer, Simone Escherich | Brigitte Heitzer, Simone Escherich | Esther van Boxtel, Jente Slebioda |
| La Commodia (Kleerkast)    | Carolina Mout | Carolina Mout | Saskia Schäfer |
| understudy La Commodia     | Linda Hibma, Marloes Tolhuisen | Linda Hibma, Vivienne van den Berg | Dorien Rozendaal, Jente Slebioda |
| Jakopje (Barstje)          | Alexander Michielsen, Wytze de Swart, Melle Berendse, Marco Edam, Sem Mol, Menno Onnes, David Vecht, Rafaël Ravenswaaij, Rick Mackenbach, Ralf Mackenbach, Tim Koper, Jary Beekhuizen, Nick van der Jagt, Dechanvey Rach, Jeffrey Arenz (Derksen), Lukas Sprengers, Marc Molenaar, Valentijn Hoogwerf, Tjeerd Melchers, Jorryt de Jong, Casper Smits | Alexander Michielsen, Melle Berendse, Marco Edam, Luca Tesoro Sem Mol, Menno Onnes, David Vecht, Rafaël Ravenswaaij, Rick Mackenbach, Ralf Mackenbach, Tim Koper, Nick van der Jagt, Jary Beekhuizen, Dechanvey Rach, Jeffrey Arenz (Derksen), Casper Smits. | Sem Berkelmans, Bo Burger, Thibault van der Does, Sepp Heerens, Mats van Heusden, Tiga Koppes, Abel Priem, Stijn Roosendaal, Björn Verhoek, Roemer Vonk. |
| Proloogvertelster          | Martine Bijl | Martine Bijl | Martine Bijl |

## Ensemble
| Ensemble 2005/2006 | Ensemble 2006/2007 | Ensemble 2015/2016 |
| --- | --- | --- |
| Dick Schaar, Marc-Peter van der Maas (Monsieur D'Oncre), Marcel Visscher, Richard Spijkers (Understudy Monsieur D'Oncre), Vincent de Lusenet, Frank Beurskens, Derek Blok, Merlijn de Vries, Jeroen Luiten (Dance Captain), Brigitte Heitzer, Sabina Joop, Jennifer van Brenk, Marlous Tolhuisen, Linda Hibma (Gekke Griet), Bernadette Dengler (Gekke Griet), Allison Spalding (Gekke Griet), Loes Ackermann, Peter van Dosselaer (Swing), Dieter Verhaegen (Swing), Silvia Kottman (Swing), Simone Escherich (Swing) | Zjon Smaal, Marc-Peter van der Maas (Monsieur D'Oncre), Dennis Surreveen, Richard Spijkers (Understudy Monsieur D'Oncre), Bobby Snijder, Luk Moens, Derek Blok, Merlijn de Vries, Michele Tesoro, Brigitte Heitzer, Sabina Joop, Jennifer van Brenk, Vivienne van den Berg, Linda Hibma (Gekke Griet), Bernadette Dengler (Gekke Griet), Allison Spalding (Gekke Griet), Loes Ackermann (Understudy Gekke Griet), Lara Postulard, Steven Savelkoels (Swing), Dieter Verhaegen (Swing), Frank Beurskens (Dance Captain & Swing), Johan van Rooy (Swing), Afra Voesenek (Swing), Simone Escherich (Swing), Esther van Boxtel (Swing), Hilde Weber, Nordin De Moor | Anne-Marije Heijboom, Nandi van Beurden, Lysanne van der Sijs, Bernadette Dengler, Esther van Boxtel, Jente Slebioda, Dorien Rozendaal, Barbara Holl, Wendy Peters, Martijn van Voskuijlen, Jeroen Robben, Marc-Peter van der Maas, Steven Roox, Jurre Geluk, Bart Aerts, Bobby Snijder, Marcel Visscher, Dieter Spileers Charlotte Verduyn (swing), Myrthe Boerebach (swing), Annemarijn Kool (swing), Léon Batelaan (swing), Frank Beurskens (swing), Diego González Clark (swing) |

## Vlaanderen
Op 20 januari gingen de try-outs van start en op 25 januari vond de première plaats in de Stadsschouwburg van Antwerpen. De Nederlandse kostuums en decorstukken werden ook voor de Vlaamse versie gebruikt, toch werden enkele aanpassingen gedaan gelijkend aan de Duitse versie, ook geproduceerd door Stage Entertainment. De vertaling van Martine Bijl werd in het Vlaams hertaald door Els De Schepper. De laatste voorstelling vond plaats op 29 april 2007. 
In 2016 ontwikkelde productiehuis Marmalade een eigen versie van Beauty and the Beast. De musical betekende voor Marmalade de eerste stap naar live-entertainment. Ish Ait Hamou verzorgde de Creatieve supervisie Choreografie & Staging. De regie lag in handen van Christophe Ameye. De productie ging op 11 december 2016 in première.

### Bezetting
| Rol                                    | Cast 2007 | Cast 2016           |
| -------------------------------------- | --- | ------------------- |
| Belle                                  | Ann Van den Broeck | Josje Huisman       |
| alternate Belle                        | Sasha Rosen |                     |
| understudy Belle                       | Afra Voesenek | Liesbeth Roose      |
| Beest                                  | Jan Schepens | Jan Schepens        |
| alternate Beest                        | Richard Spijkers |                     |
| understudy Beest                       | René Van Kooten | Tim Saey            |
| Lumière                                | Peter Van De Velde | Peter Van De Velde  |
| understudy Lumière                     | Dieter Verhaegen, Tijl Dauwe | Leendert De Vis     |
| Tickens (Pendule)                      | Marc Lauwrys | Ivan Pecnik         |
| understudy Tickens                     | Dimitri Verhoeven, Dieter Verhaegen | Mike Wauters        |
| Gaston                                 | René van Kooten | Dieter Troubleyn    |
| understudy Gaston                      | Marc-Peter van der Maas, Geert Peeters                                                                                                  | Michiel De Meyer    |
| Lefou                                  | Steve Beirnaert | Peter Thyssen       |
| understudy Lefou                       | Michele Tesoro | Reuben De Boel      |
| Mevrouw Pot (Mevrouw Tuit)             | Hilde Norga | Barbara Dex         |
| understudy Mevrouw Pot                 | Linda Hibma, Kristel Lamerichs | An Lauwereins       |
| Maurice (vader van Belle)              | Koen Crucke | Frank Hoelen        |
| understudy Maurice                     | Richard Spijkers, Dimitri Verhoeven | Hannes Vandersteene |
| Babette (Plumeau)                      | Goele De Raedt | Eline De Munck      |
| understudy Babette                     | Linda Hibma, Hilde Weber | Ianthe Tavernier    |
| La Commodia (Kleerkast)                | Kirsten Cools | Saskia Schäfer      |
| understudy La Commodia                 | Hilde Weber | Annelies Fleskens   |
| Jakopje (Barstje)                      | Timon Sohier (Première Jakopje), Alexander Michielsen, Thor Tize, Arno Reyns, Glenn Goris, Robbe Norga en Luca Tesoro (Laatste Jakopje) | Cezar Ameye         |
| Monsieur D'oncre (Bewaarder Zottenkot) | Marc-Peter van der Maas | Hannes Vandersteene |
| understudy Monsieur D'oncre            | Dimitri Verhoeven, Tijl Dauwe, Dieter Verhaegen                                                                                         | Geoffrey Debondt    |
| Proloog                                | Vera Mann | Filip Peeters       |

Ensemble:
| Ensemble 2007 |
| --- |
| Loes Ackermann (Gekke Griet), Simone Escherich (Gekke Griet), Hilde Weber (Gekke Griet), Vivienne van den Berg, Florian Boutonnier, Christian Celini, Anne Deliën, Saskia Duerinck, Kristel Lamerichs, Marc-Peter van der Maas, Ine Maes, Luk Moens (moest de cast verlaten door een blessure), Dennis Sureveen (kwam in de plaats van Luk Moens), Nordin De Moor, Peter Mylemans, Geert Peeters, Lara Postulart, Michele Tesoro, Dimitri Verhoeven, Linda Hibma (Swing, Dance Captain), Steven Savelkoels (Swing, assistent Dance Captain), Tijl Dauwe (Swing), Anky De Frangh (Swing), Dieter Verhaegen (Swing), Afra Voesenek (Swing), |

## Programma

### Akte 1
- Proloog
- Scène 1 HET DORP
  - Belle ............................. Belle, Gaston, Ensemble
- Scène 2 BIJ HET HUIS VAN BELLE
  - En wat dan nog .................... Maurice, Belle
- Scène 3 HET BOS
  - En wat dan nog - reprise .......... Maurice
  - Wolvenjacht no. 1 ................. Instrumentaal
- Scène 4 IN HET KASTEEL
- Scène 5 BIJ HET HUIS VAN BELLE
  - Moi ............................... Gaston
  - Belle - reprise ................... Belle
- Scène 6 IN HET KASTEEL
  - Thuis ............................. Belle
  - Thuis - reprise ................... Mevrouw Pot
- Scène 7 DE HERBERG
  - Gaston ............................ Lefou, Gaston, Gekke Grieten, Mannen
  - Gaston - reprise .................. Gaston, Lefou
- Scène 8 BIJ DE HAARD/IN HET KASTEEL
  - Waarom gebeurt dit toch? .......... Beest
  - Kom er in ......................... Lumière, Jakopje, Mevrouw Pot, Ensemble
- Scène 9 DE WESTELIJKE VLEUGEL
  - Van haar te houden ................ Beest

### Akte 2
- Scène 1 HET BOS
  - Wolvenjacht no. 2 ................. Instrumentaal
- Scène 2 BIJ DE HAARD/IN DE BIBLIOTHEEK
  - Eerder niet geweest ............... Belle, Lumière, Tickens, Mevrouw Pot, Jakopje
  - Weer helemaal mens ................ Lumière, Mevrouw Pot, La Commodia, Tickens, Babette, Jakopje, Ensemble
- Scène 3 DE HERBERG
  - Villa Gaga ........................ Gaston, Lefou, Monsieur D'Oncre
- Scène 4 DE VERTREKKEN VAN HET BEEST
  - Meisje en het Beest ............... Mevrouw Pot
  - Van haar te houden - reprise ...... Beest
- Scène 5 BIJ HET HUIS VAN BELLE
  - Dat zegt het hart ................. Belle
  - De stem van de massa .............. Gaston, Ensemble
- Scène 6 IN HET KASTEEL
  - De Strijd ......................... Instrumentaal
  - Thuis - reprise ................... Belle
  - Meisje en het beest - reprise .................... Beest, Belle
  - Finale ............................ Allen

## Prijzen
- 2007: Vlaamse Musicalprijs (Radio 2 Publieksprijs) voor Beste Musical - gewonnen
- 2007: Vlaamse Musicalprijs voor Beste Ensemble - gewonnen
- 2006: John Kraaijkamp Musical Award (ANWB Publieksprijs) voor Beste Grote Musical - gewonnen